# Glenea spilota
Glenea spilota är en skalbaggsart som beskrevs av Thomson 1860. Glenea spilota ingår i släktet Glenea och familjen långhorningar.
Artens utbredningsområde är Myanmar. Inga underarter finns listade i Catalogue of Life.